# Krzysztof Nowicki (pisarz)
Krzysztof Nowicki (ur. 6 marca 1940 w Opsa na Wileńszczyźnie, zm. 30 marca 1997 w Bydgoszczy) – polski poeta, prozaik i krytyk literacki.

## Życiorys
Urodził się w rodzinie Bohdana, lekarza, i Kiry z domu Hubszman. W 1945 r. z rodzicami przybył do Bydgoszczy. Ukończył filologię polską na Uniwersytecie Mikołaja Kopernika w Toruniu (1957–1962). W czasie studiów założył z przyjaciółmi poetycką grupę „Wymiary” (Kazimierz Jułga, Krystyna Karpińska, Zygmunt Flis). Nieco później wszedł do kręgu poetyckiego „Wiatrak” (Andrzej Baszkowski, Jan Górec–Rosiński, Mirosław Kasjan, Zdzisław Polsakiewicz). Po studiach pracował w Pomorskiej Rozgłośni Polskiego Radia w Bydgoszczy (1962–1965). W latach 1965–1973 był członkiem redakcji pisma „Fakty i Myśli”. W latach 1973–1983 wchodził w skład redakcji tygodnika „Fakty” (od 1973 kierownik działu literackiego, w latach 1975–1982 zastępca redaktora naczelnego).
Jako poeta debiutował na łamach „Nowej Wsi” w 1957 r., a jako prozaik – opowiadaniem „List” w „Tygodniku Kulturalnym” (1964). Swoje utwory literackie i krytyczne publikował m.in. w „Dialogu”, „Faktach i Myślach”, „Tygodniku Kulturalnym”, „Twórczości”, „Życiu Literackim”. Prezentowane były również na antenie Polskiego Radia. Szereg artykułów poświęcił problemom literackim.
Już na studiach wstąpił do PZPR (w 1961). Pozostał w tej partii, mimo wielu zapowiedzi wystąpienia z niej, do 1989 r. Udzielał się w Związku Literatów Polskich (1965–1983), Stowarzyszeniu Dziennikarzy Polskich (1964–1982). Był członkiem ZAiKS (od 1976) i PEN-Clubu.
Zmarł w Bydgoszczy po długiej i ciężkiej chorobie. Urna z jego prochami została pochowana na cmentarzu Nowofarnym.

## Twórczość

### Zbiory wierszy
- Zblizenia, Gdynia: Wydawnictwo Morskie, 1963, OCLC 17901242. Brak numerów stron w książce
- Przy słowie, Poznań: Wydawnictwo Poznańskie, 1965, OCLC 189733617. Brak numerów stron w książce
- Komentarze, Kraków: Wydawnictwo Literackie, 1970, OCLC 169908243. Brak numerów stron w książce
- W tej chwili, Kraków: Wydawnictwo Literackie, 1976, OCLC 751245189. Brak numerów stron w książce
- Do przytomności: wiersze wybrane i nowe, Poznań: Wydawnictwo Poznańskie, 1980, ISBN 978-83-210-0165-4, OCLC 69276464. Brak numerów stron w książce
- Krzysztof Nowicki, Jerzy Medyński, Po imieniu, Gdańsk: Wydawnictwo Morskie, 1983, ISBN 978-83-215-9188-9, OCLC 892572458. Brak numerów stron w książce
- Bez tytułu, Bydgoszcz: Kujawsko–Pomorskie Towarzystwo Kulturalne, 1991, ISBN 978-83-85327-02-8, OCLC 751245388. Brak numerów stron w książce

### Zbiory opowiadań
- Droga do ojca, Warszawa: Iskry, 1967, OCLC 612889511. Brak numerów stron w książce
- Orfeusze, Warszawa: Ludowa Spółdzielnia Wydawnicza, 1973, OCLC 23003957. Brak numerów stron w książce
- W imię Ojca i Syna, Warszawa: Ludowa Spółdzielnia Wydawnicza, 1978, OCLC 4882495. Brak numerów stron w książce

### Powieści
- Główna przegrana, Ludowa Spółdzielnia Wydawnicza, 1967, OCLC 1040444220. Brak numerów stron w książce
- Tętno, Warszawa: Ludowa Spółdzielnia Wydawnicza, 1969, OCLC 169916557. Brak numerów stron w książce
- Wagon z miejscami do leżenia, Warszawa: Czytelnik, 1983, ISBN 978-83-07-00784-7, OCLC 10468061. Brak numerów stron w książce
- Śmierć Guliwera, Warszawa: Ludowa Spółdzielnia Wydawnicza, 1983, ISBN 978-83-205-3539-6, OCLC 11437269. Brak numerów stron w książce
- Ostatni kwartał, Warszawa: Czytelnik, 1987, ISBN 978-83-07-01430-2, OCLC 463694954. Brak numerów stron w książce

### Eseje
- Przetoka, Szczecin: Glob, 1992, ISBN 978-83-7007-132-5, OCLC 316558295. Brak numerów stron w książce
- Drugie życie, Bydgoszcz: Kujawsko-Pomorskie Towarzystwo Kulturalne, 1995, ISBN 978-83-85327-29-5, OCLC 297820707. Brak numerów stron w książce

### Dramaty
- Pięć dni Lemuela Gulliwera (1983) – wystawiony w 1985 r. przez Teatr Mały w Warszawie i Teatr Telewizji[1]
- Było święto, Warszawa: Ludowa Spółdzielnia Wydawnicza, 1987, ISBN 978-83-205-3861-8, OCLC 749940983. Brak numerów stron w książce

### Zbiory szkiców (krytyka literacka)
- Pertraktacje: Szkice i felietony literackie, Warszawa 1971, OCLC 469121971. Brak numerów stron w książce
- Dziennik krytyczny, Gdańsk: Krajowa Agencja Wydawnicza, 1981, OCLC 1015139733. Brak numerów stron w książce

## Odznaczenia
- Złoty Krzyż Zasługi
- Odznaka „Zasłużony Działacz Kultury”
- Złota Odznaka Towarzystwa Krzewienia Kultury Świeckiej
- Odznaka honorowa „Bydgoszcz Zasłużonemu Obywatelowi”
- Odznaka honorowa „Za szczególne zasługi dla rozwoju województwa bydgoskiego”

## Nagrody
- Nagroda Pióra (1968)
- Nagroda Wojewódzkiej Rady Narodowej w Bydgoszczy II stopnia za wybitne osiągnięcia w dziedzinie kultury (1969)[2]
- Nagroda im. Stanisława Piętaka (1972)
- Nagroda Prezydenta Bydgoszczy (1995)